# Europees kampioenschap voetbal 2000
Het Europees kampioenschap voetbal mannen 2000, ook UEFA Euro 2000 genoemd, was de elfde editie van het door de UEFA georganiseerde Europese voetbalkampioenschap. Het toernooi werd gehouden in België en Nederland, en duurde van 10 juni 2000 tot 2 juli 2000. Het was voor het eerst dat een EK in twee landen werd georganiseerd. De zestien landen die zich geplaatst hadden speelden in groepen en finales in acht stadions. Frankrijk won het toernooi door Italië in de finale te verslaan door middel van een golden goal.

## Deelnemende landen

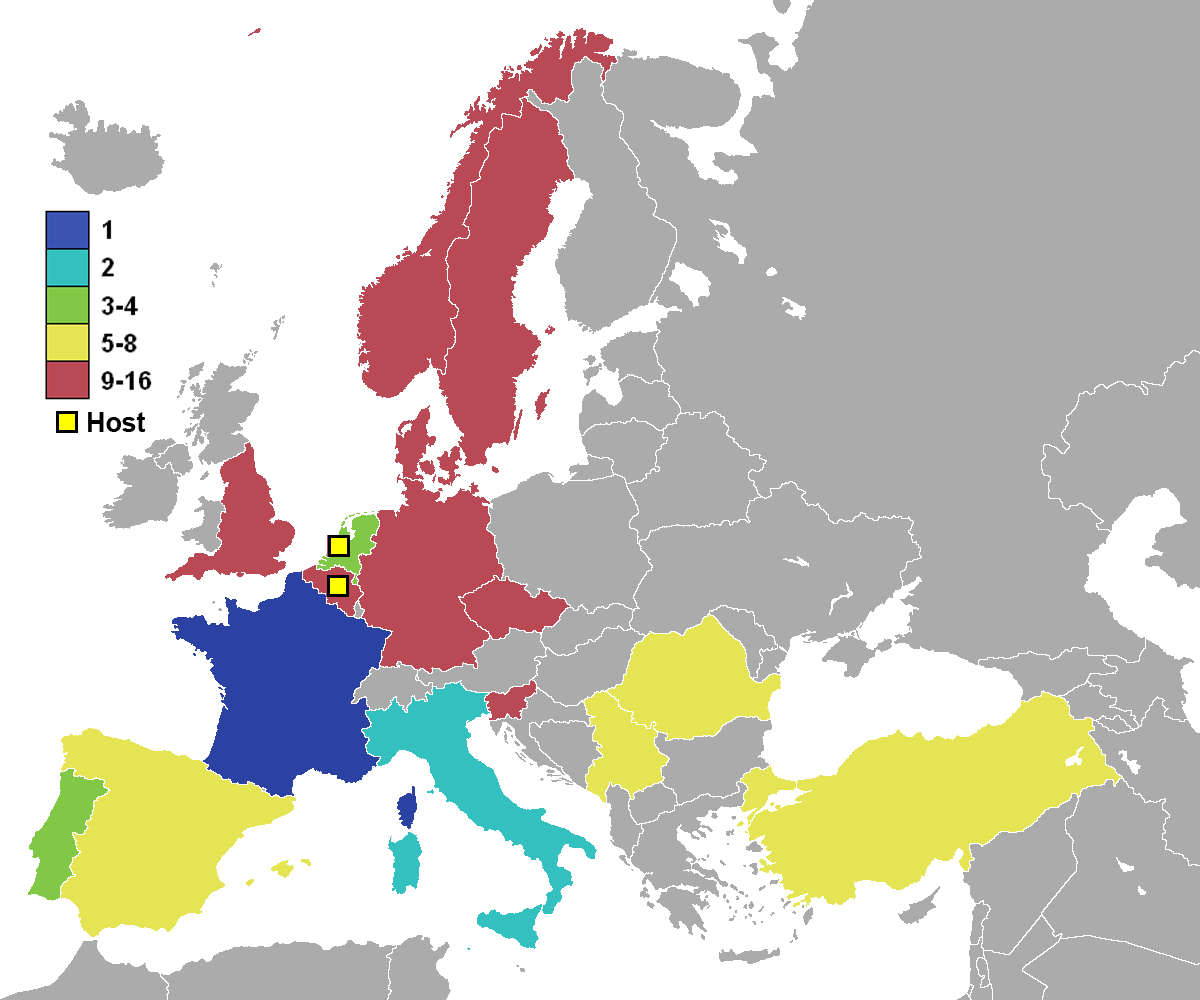
Deelnemende landen:
Winnaar
Tweede
Halvefinalisten
Kwartfinalisten
Uitgeschakeld in groepsfase

De kwalificatie voor het EK 2000 vond plaats in 1998 en 1999. 49 landen werden onderverdeeld in negen kwalificatiegroepen. Deze landen speelden uit- en thuiswedstrijden tegen elkaar. De winnaar van iedere groep kwalificeerde zich automatisch voor het eindtoernooi, evenals de beste nummer 2. De overige 8 runners-up werden via loting onderverdeeld in vier play-offs (uit en thuis), waarvan de winnaar zich kwalificeerde voor het eindtoernooi. België en Nederland waren als organiserende landen automatisch gekwalificeerd.
Grote verrassingen deden zich niet voor. De meeste grote landen die op de eindronde werden verwacht, wisten zich te plaatsen. Grootste afwezige was Kroatië, dat op het WK 1998 nog de derde plaats behaalde. Noorwegen en Slovenië wisten zich voor het eerst te plaatsen voor een Europees kampioenschap.
De zestien landen die zich plaatsten voor het eindtoernooi zijn hieronder weergegeven.
| Land        | Kwalificatie als | Datum kwalificatie | Eerdere deelnames aan EK1                         |
| ----------- | ---------------- | ------------------ | ------------------------------------------------- |
| België      | Gastland         | 14 juli 1995       | 3 (1972, 1980, 1984)                              |
| Nederland   | Gastland         | 14 juli 1995       | 5 (1976, 1980,1988,1992, 1996)                    |
| Italië      | Winnaar groep 1  | 9 oktober 1999     | 4 (1968,1980, 1988, 1996)                         |
| Noorwegen   | Winnaar groep 2  | 8 september 1999   | 0                                                 |
| Duitsland   | Winnaar groep 3  | 9 oktober 1999     | 7 (19722, 19762, 19802, 19842, 19882, 1992, 1996) |
| Frankrijk   | Winnaar groep 4  | 9 oktober 1999     | 4 (1960, 1984, 1992, 1996)                        |
| Zweden      | Winnaar groep 5  | 8 september 1999   | 1 (1992)                                          |
| Spanje      | Winnaar groep 6  | 8 september 1999   | 5 (1964,1980, 1984, 1988, 1996)                   |
| Roemenië    | Winnaar groep 7  | 9 oktober 1999     | 2 (1984, 1996)                                    |
| Joegoslavië | Winnaar groep 8  | 9 oktober 1999     | 4 (19603, 19683, 19763, 19843)                    |
| Tsjechië    | Winnaar groep 9  | 9 juni 1999        | 4 (19604, 19764, 19804, 1996)                     |
| Portugal    | Beste runner-up  | 9 oktober 1999     | 2 (1984, 1996)                                    |
| Engeland    | Winnaar play-off | 17 november 1999   | 5 (1968, 1980, 1988, 1992, 1996)                  |
| Denemarken  | Winnaar play-off | 17 november 1999   | 5 (1964, 1984, 1988, 1992, 1996)                  |
| Slovenië    | Winnaar play-off | 17 november 1999   | 0                                                 |
| Turkije     | Winnaar play-off | 17 november 1999   | 1 (1996)                                          |

1 Een vetgedrukt jaartal betekent een kampioenschap tijdens dat toernooi
2 als  West-Duitsland
3 als  SFR Joegoslavië
4 als  Tsjecho-Slowakije

## Speelsteden

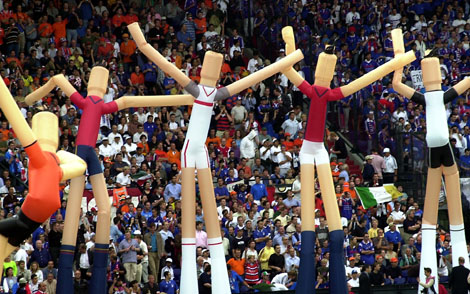
Choreografie Euro 2000

De 31 wedstrijden van het Europees Kampioenschap 2000 werden gehouden in acht stadions; vier Belgische en vier Nederlandse. Ieder stadion had destijds een capaciteit van minstens 29.000 toeschouwers. De Amsterdam ArenA was het grootste stadion met 52.960 plaatsen; ook het Feijenoord Stadion in Rotterdam en het Koning Boudewijnstadion in Brussel hadden meer dan 50.000 plaatsen. De openingswedstrijd werd op 10 juni door België en Zweden gespeeld in het Koning Boudewijnstadion. De finale werd op 2 juli in het Feijenoord Stadion gespeeld. In de Amsterdam ArenA, het Feijenoord Stadion en het Koning Boudewijnstadion werden de meeste wedstrijden gespeeld. In deze drie stadions werden vijf wedstrijden gehouden. Zowel België als Nederland speelden alleen in eigen land.
| Amsterdam                                        | Rotterdam                                  | Brussel                                          | Eindhoven                             |
| ------------------------------------------------ | ------------------------------------------ | ------------------------------------------------ | ------------------------------------- |
| Amsterdam ArenA Capaciteit: 52.140               | De Kuip Capaciteit: 51.137                 | Koning Boudewijnstadion Capaciteit: 50.122       | Philips Stadion Capaciteit: 33.000    |
|                                                  |                                            |                                                  |                                       |
| 3 groepswedstrijden 1 kwartfinale 1 halve finale | 3 groepswedstrijden 1 kwartfinale finale   | 3 groepswedstrijden 1 kwartfinale 1 halve finale | 3 groepswedstrijden                   |
|                                                  |                                            |                                                  |                                       |
| 3 groepswedstrijden                              | 3 groepswedstrijden                        | 3 groepswedstrijden                              | 3 groepswedstrijden 1 kwartfinale     |
|                                                  |                                            |                                                  |                                       |
| GelreDome Capaciteit: 30.082                     | Maurice Dufrasnestadion Capaciteit: 30.023 | Stade du Pays de Charleroi Capaciteit: 30.000    | Jan Breydelstadion Capaciteit: 30.000 |
| Arnhem                                           | Luik                                       | Charleroi                                        | Brugge                                |

## Scheidsrechters

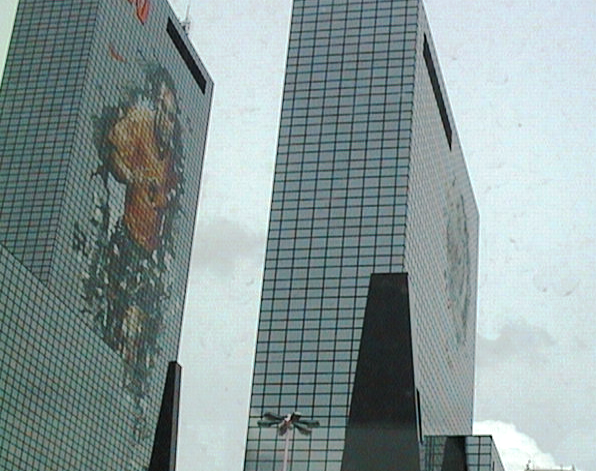
Gebouw Delftse Poort in Rotterdam met afbeelding van Edgar Davids

Op het Europees Kampioenschap 2000 floten 13 scheidsrechters uit verschillende landen. Gamal Al-Ghandour was de enige niet-Europese scheidsrechter op het toernooi. Markus Merk floot het openingsduel, Anders Frisk leidde de finale.

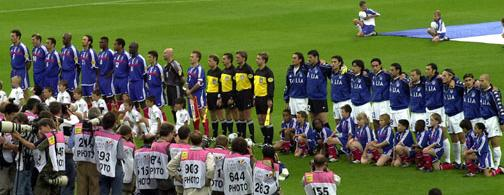
Het Franse en Italiaanse elftal voorafgaand aan de finale van het EK

Alessandro Del Piero en Francesco Totti tijdens de finale in De Kuip

## Groepsfase

### Potindeling
Op zondag 12 december 1999 vond de loting plaats in Brussels Expo in Brussel. De landen werden hierbij in vier groepen onderverdeeld. België en Nederland waren als gastlanden automatisch ingedeeld in Pot 1. Duitsland was in die pot ingedeeld als titelhouder. De overige landen werden ingedeeld op basis van het UEFA-coëfficiënt van eind 1999, dat werd berekend door het aantal behaalde punten in de kwalificatie voor het WK 1998 en de kwalificatie voor dit EK te delen door het aantal gespeelde kwalificatiewedstrijden (enkel groepsduels, de play-offs telden hiervoor niet mee). Spanje had het hoogste coëfficiënt: gemiddeld 2,611 punten (opgeteld 47 punten in achttien kwalificatiewedstrijden). Hiermee werden zij het vierde land in Pot 1. Voor deze vier landen was op voorhand al bepaald in welke groep ze terecht zouden komen: Duitsland in Groep A, België in B, Spanje in C en Nederland in D.
| Pot 1 (Groepshoofd)                                                                                | Pot 2                                                              | Pot 3                                                                 | Pot 4                                                                |
| -------------------------------------------------------------------------------------------------- | ------------------------------------------------------------------ | --------------------------------------------------------------------- | -------------------------------------------------------------------- |
| België (gastland; 2,375) Nederland (gastland; 2,250) Duitsland (titelhouder; 2,278) Spanje (2,611) | Roemenië (2,600) Noorwegen (2,500) Zweden (2,389) Tsjechië (2,300) | Joegoslavië (2,222) Portugal (2,100) Frankrijk (2,100) Italië (2,063) | Engeland (2,000) Turkije (1,938) Denemarken (1,938) Slovenië (1,000) |

### Groep A

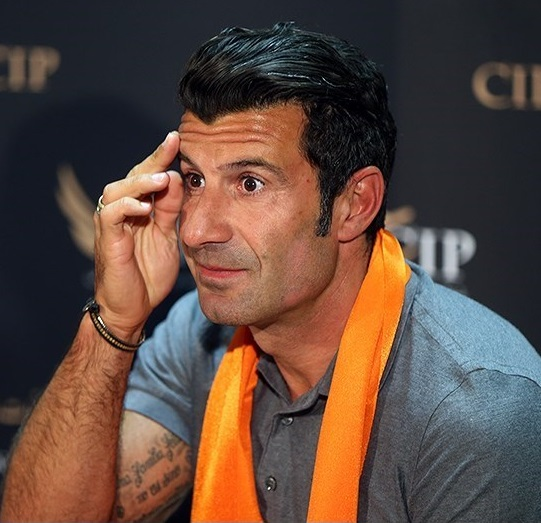
Luís Figo

Groep A bestond uit twee gevestigde Europese landen Engeland en Duitsland en outsiders Roemenië en Portugal. Bij Duitsland was Lothar Matthäus nog steeds de voornaamste speler, Matthäus speelde inmiddels voor New York Metro Stars, had inmiddels meer dan 140 interlands gespeeld en was toe aan zijn negende internationale toernooi. Talent brak niet door bij " die Mannschaft". Engeland plaatste zich met moeite ten koste van de eeuwige rivaal Schotland voor het EK en had nog jonge, talentvolle spelers als David Beckham en Michael Owen. Roemenië draaide al jaren om Gheorghe Hagi die net als Matthäus aan zijn afscheidstournee bezig was en van Portugal werd veel verwacht van met name Luis Figo die de pikante overstap van FC Barcelona naar Real Madrid zou maken.
In een wedstrijd zonder veel hoogtepunten speelden Duitsland en Roemenië gelijk. In een gelijkopgaand begin was Engeland effectiever dan Portugal en nam een 2-0 voorsprong door doelpunten van Paul Scholes en Steve McManaman, beiden perfect bediend door David Beckham. Een schot van verre afstand van Luis Figo brak de wedstrijd weer open, waarna João Pinto nog voor rust de gelijkmaker scoorde. In de tweede helft kwamen de Engelsen niet meer in het stuk voor en spits Nuno Gomes zorgde voor de winnende treffer. In een veel minder spectaculair duel won Portugal in blessure-tijd van Roemenië door een doelpunt van invaller Costinha en plaatste zich voor de tweede ronde.
Charleroi maakte zich op voor de veldslag tussen Engelse en Duitse supporters, vooral omdat het met name in Brussel onrustig was met Engelse supporters, maar op een enkel incident na bleef het rustig. De wedstrijd werd beslist door een doelpunt van Alan Shearer, opnieuw na een voorzet van Beckham. Het kwaliteitsarme Duitsland kreeg nog wel kansen via Carsten Jancker en Mehmet Scholl, maar de eerste overwinning op een eindtoernooi van Engeland op Duitsland sinds 1966 (de WK-finale) was een feit. Duitsland moest nu winnen van Portugal en hopen op een zege van Roemenië op Engeland, maar ondanks het feit dat Portugal met het reserve-team speelde werd Duitsland overklast, het verloor met 3-0 dankzij drie treffers van Sérgio Conceição. Een dag na de wedstrijd diende bondscoach Erich Ribbeck zijn ontslag in.
Engeland had nu genoeg aan een gelijkspel tegen Roemenië om zich te plaatsen voor de kwartfinales. De alles bepalende Gheorghe Hagi was geschorst in het duel, maar dat leek meer een bevrijding voor de Roemeense ploeg, want zij speelden veel aanvallender als in de eerste twee wedstrijden. Het kwam op voorsprong dankzij een doelpunt van de jonge, Ajax-verdediger, Cristian Chivu maar een strafschop van Alan Shearer en een doelpunt van Michael Owen zorgden voor een Engelse voorsprong voor rust. In de tweede helft kantelde de wedstrijd, Munteanu scoorde vlak na rust met een schot buiten het strafschopgebied. Vlak voor tijd werd Viorel Moldovan door Phil Neville neergehaald in het strafschopgebied, Ioan Ganea benutte de strafschop en schoot zijn land naar de kwartfinales.
| Land      | Wed | Win | Gel | Ver | DV | DT | +/− | Pnt |
| --------- | --- | --- | --- | --- | -- | -- | --- | --- |
| Portugal  | 3   | 3   | 0   | 0   | 7  | 2  | +5  | 9   |
| Roemenië  | 3   | 1   | 1   | 1   | 4  | 4  | 0   | 4   |
| Engeland  | 3   | 1   | 0   | 2   | 5  | 6  | –1  | 3   |
| Duitsland | 3   | 0   | 1   | 2   | 1  | 5  | –4  | 1   |

|                                                   |            |       |             | |
| 12 juni 2000 «onderlinge duels» 18:00 uur (UTC+2) | Duitsland  | 1 – 1 | Roemenië    | Maurice Dufrasnestadion, Luik Toeschouwers: 25.000 Scheidsrechter: Kim Milton Nielsen ( Denemarken) |
| 12 juni 2000 «onderlinge duels» 18:00 uur (UTC+2) | Scholl 16' |       | 5' Moldovan | Maurice Dufrasnestadion, Luik Toeschouwers: 25.000 Scheidsrechter: Kim Milton Nielsen ( Denemarken) |

|                                                   |                                   |                  |                          |                                                                                        |
| 12 juni 2000 «onderlinge duels» 20:45 uur (UTC+2) | Portugal                          | 3 – 2            | Engeland                 | Philips Stadion, Eindhoven Toeschouwers: 33.000 Scheidsrechter: Anders Frisk ( Zweden) |
| 12 juni 2000 «onderlinge duels» 20:45 uur (UTC+2) | Figo 22' João Pinto 37' Gomes 59' | wedstrijdverslag | 3' Scholes 18' McManaman | Philips Stadion, Eindhoven Toeschouwers: 33.000 Scheidsrechter: Anders Frisk ( Zweden) |

|                                                   |          |                |          |                                                                                      |
| 17 juni 2000 «onderlinge duels» 18:00 uur (UTC+2) | Roemenië | 0 – 1          | Portugal | GelreDome, Arnhem Toeschouwers: 18.000 Scheidsrechter: Gilles Veissière ( Frankrijk) |
| 17 juni 2000 «onderlinge duels» 18:00 uur (UTC+2) |          | 90+4' Costinha |          | GelreDome, Arnhem Toeschouwers: 18.000 Scheidsrechter: Gilles Veissière ( Frankrijk) |

|                                                   |             |       |           | |
| 17 juni 2000 «onderlinge duels» 20:45 uur (UTC+2) | Engeland    | 1 – 0 | Duitsland | Stade du Pays de Charleroi, Charleroi Toeschouwers: 30.000 Scheidsrechter: Pierluigi Collina ( Italië) |
| 17 juni 2000 «onderlinge duels» 20:45 uur (UTC+2) | Shearer 53' |       |           | Stade du Pays de Charleroi, Charleroi Toeschouwers: 30.000 Scheidsrechter: Pierluigi Collina ( Italië) |

|                                                   |                             |       |                                         | |
| 20 juni 2000 «onderlinge duels» 20:45 uur (UTC+2) | Engeland                    | 2 – 3 | Roemenië                                | Stade du Pays de Charleroi, Charleroi Toeschouwers: 30.000 Scheidsrechter: Urs Meier ( Zwitserland) |
| 20 juni 2000 «onderlinge duels» 20:45 uur (UTC+2) | Shearer 41' (pen.) Owen 45' |       | 22' Chivu 48' Munteanu 89' (pen.) Ganea | Stade du Pays de Charleroi, Charleroi Toeschouwers: 30.000 Scheidsrechter: Urs Meier ( Zwitserland) |

|                                                   |                         |       |           |                                                                                          |
| 20 juni 2000 «onderlinge duels» 20:45 uur (UTC+2) | Portugal                | 3 – 0 | Duitsland | Stadion Feijenoord, Rotterdam Toeschouwers: 44.000 Scheidsrechter: Dick Jol ( Nederland) |
| 20 juni 2000 «onderlinge duels» 20:45 uur (UTC+2) | Conceição 35', 54', 71' |       |           | Stadion Feijenoord, Rotterdam Toeschouwers: 44.000 Scheidsrechter: Dick Jol ( Nederland) |

### Groep B
Het openingsduel van het toernooi ging tussen Zweden en België, België nam een 2-0 voorsprong door vlak voor en vlak na de rust te scoren via Bart Goor (fout in de Zweedse verdediging) en Émile Mpenza (sterke individuele actie). Vlak daarna behandelde de Belgische doelman Filip De Wilde een terugspeelbal volledig verkeerd, waarna Zweden tegen scoorde. Hij revancheerde zich in de rest van de wedstrijd met een aantal goede saves, Zweden eindigde de wedstrijd met tien man na een rode kaart van Patrik Andersson.
Het tweede duel tegen Italië verloren de "Rode duivels" met 2-0, waardoor de Italianen zich plaatsten voor de kwartfinales. Omdat Turkije en Zweden doelpuntloos gelijk speelden zou België genoeg aan een gelijkspel tegen Turkije hebben zich tevens te plaatsen voor de kwartfinales. België had de overhand in het duel, een goal van Émile Mpenza werd afgekeurd en met name Luc Nillis kreeg een goede kans. Turkije profiteerde echter ook van een blunder van De Wilde. De doelman verloor net voor de rust een ogenschijnlijk makkelijk luchtduel van goalgetter Hakan Şükür. Na de rust zorgde de Turkse spits ook voor de 2-0. De Wilde sloot zijn rampzalig toernooi af met een rode kaart voor het neerhalen van de doorgebroken Arif Erdem. Omdat alle wissels waren opgebruikt, mocht verdediger Eric Deflandre onder de lat gaan staan. Omdat Zweden met 2-1 verloor van Italië plaatste Turkije zich voor de kwartfinales.
| Land    | Wed | Win | Gel | Ver | DV | DT | +/− | Pnt |
| ------- | --- | --- | --- | --- | -- | -- | --- | --- |
| Italië  | 3   | 3   | 0   | 0   | 6  | 2  | +4  | 9   |
| Turkije | 3   | 1   | 1   | 1   | 3  | 2  | +1  | 4   |
| België  | 3   | 1   | 0   | 2   | 2  | 5  | –3  | 3   |
| Zweden  | 3   | 0   | 1   | 2   | 2  | 4  | –2  | 1   |

|                                                   |                        |       |             |                                                                                                |
| 10 juni 2000 «onderlinge duels» 20:45 uur (UTC+2) | België                 | 2 – 1 | Zweden      | Koning Boudewijnstadion, Brussel Toeschouwers: 50.000 Scheidsrechter: Markus Merk ( Duitsland) |
| 10 juni 2000 «onderlinge duels» 20:45 uur (UTC+2) | Goor 43' É. Mpenza 46' |       | 53' Mjällby | Koning Boudewijnstadion, Brussel Toeschouwers: 50.000 Scheidsrechter: Markus Merk ( Duitsland) |

|                                                   |           |       |                              |                                                                                 |
| 11 juni 2000 «onderlinge duels» 14.30 uur (UTC+2) | Turkije   | 1 – 2 | Italië                       | GelreDome, Arnhem Toeschouwers: 25.000 Scheidsrechter: Hugh Dallas ( Schotland) |
| 11 juni 2000 «onderlinge duels» 14.30 uur (UTC+2) | Buruk 62' |       | 52' Conte 70' (pen.) Inzaghi | GelreDome, Arnhem Toeschouwers: 25.000 Scheidsrechter: Hugh Dallas ( Schotland) |

|                                                   |                    |       |        | |
| 14 juni 2000 «onderlinge duels» 20:45 uur (UTC+2) | Italië             | 2 – 0 | België | Koning Boudewijnstadion, Brussel Toeschouwers: 46.000 Scheidsrechter: José Garcia Aranda ( Spanje) |
| 14 juni 2000 «onderlinge duels» 20:45 uur (UTC+2) | Totti 6' Fiore 66' |       |        | Koning Boudewijnstadion, Brussel Toeschouwers: 46.000 Scheidsrechter: José Garcia Aranda ( Spanje) |

|                                                   |        |       |         |                                                                                       |
| 15 juni 2000 «onderlinge duels» 20:45 uur (UTC+2) | Zweden | 0 – 0 | Turkije | Philips Stadion, Eindhoven Toeschouwers: 24.500 Scheidsrechter: Dick Jol ( Nederland) |
| 15 juni 2000 «onderlinge duels» 20:45 uur (UTC+2) |        |       |         | Philips Stadion, Eindhoven Toeschouwers: 24.500 Scheidsrechter: Dick Jol ( Nederland) |

|                                                   |                |       |        | |
| 19 juni 2000 «onderlinge duels» 20:45 uur (UTC+2) | Turkije        | 2 – 0 | België | Koning Boudewijnstadion, Brussel Toeschouwers: 48.000 Scheidsrechter: Kim Milton Nielsen ( Denemarken) |
| 19 juni 2000 «onderlinge duels» 20:45 uur (UTC+2) | Şükür 45', 70' |       |        | Koning Boudewijnstadion, Brussel Toeschouwers: 48.000 Scheidsrechter: Kim Milton Nielsen ( Denemarken) |

|                                                   |                             |       |             |                                                                                                |
| 19 juni 2000 «onderlinge duels» 20:45 uur (UTC+2) | Italië                      | 2 – 1 | Zweden      | Philips Stadion, Eindhoven Toeschouwers: 25.000 Scheidsrechter: Vitor Melo Pereira ( Portugal) |
| 19 juni 2000 «onderlinge duels» 20:45 uur (UTC+2) | Di Biagio 39' Del Piero 88' |       | 77' Larsson | Philips Stadion, Eindhoven Toeschouwers: 25.000 Scheidsrechter: Vitor Melo Pereira ( Portugal) |

### Groep C
Spanje kende een valse start op het Europees Kampioenschap. Het liep in Rotterdam vast op de Noorse muur en een foute inschatting van doelman José Francisco Molina leverde een 1-0 nederlaag op, hij zou nooit meer spelen voor de Spaanse ploeg. Nog dramatischer was de start van Joegoslavië, in de "Balkan-derby" tegen Slovenië stond Joegoslavië na 57 minuten met 3-0 achter, mede dankzij twee doelpunten van Zlatko Zahovič. Siniša Mihajlović maakte een blunder bij het derde Sloveense doelpunt en werd uit het veld gestuurd na twee gele kaarten. Met tien man kende Joegoslavië een opmerkelijke wederopstanding, tussen de 67e en 73e minuut scoorde Joegoslavië drie keer, invaller Savo Milošević scoorde twee maal, met pijn en moeite bleef Slovenië nog overeind: 3-3.
Joegoslavië pakte de koppositie over in deze groep door met 1-0 van Noorwegen te winnen, invaller Mateja Kezman ontving na 37 seconden de rode kaart na een onbesuisde tackle, na het EK zou hij vertrekken naar PSV. Spanje won met 2-1 van Slovenië en moest van Joegoslavië winnen om zeker te zijn van de kwartfinale. In de blessuretijd stond Spanje met 3-2 achter, maar een benutte strafschop van Gaizka Mendieta en een treffer van Alfonso zorgde voor een plaats in de kwartfinale. RKC-speler Dejan Govedarica vervulde een hoofdrol door een doelpunt te scoren, een assist te verzorgen en een strafschap te veroorzaken. Aangezien Noorwegen niet verder kwam dan een doelpuntloos gelijkspel tegen Slovenië plaatste ook Joegoslavië zich voor de kwartfinale, de Noren waren verbijsterd, maar speelden zoals altijd veels te afwachtend om aanspraak te maken op de volgende ronde.
| Land        | Wed | Win | Gel | Ver | DV | DT | +/− | Pnt |
| ----------- | --- | --- | --- | --- | -- | -- | --- | --- |
| Spanje      | 3   | 2   | 0   | 1   | 6  | 5  | +1  | 6   |
| Joegoslavië | 3   | 1   | 1   | 1   | 7  | 7  | 0   | 4   |
| Noorwegen   | 3   | 1   | 1   | 1   | 1  | 1  | 0   | 4   |
| Slovenië    | 3   | 0   | 2   | 1   | 4  | 5  | –1  | 2   |

|                                                   |        |             |           |                                                                                                |
| 13 juni 2000 «onderlinge duels» 18:00 uur (UTC+2) | Spanje | 0 – 1       | Noorwegen | Stadion Feijenoord, Rotterdam Toeschouwers: 45.000 Scheidsrechter: Gamal Al-Ghandour ( Egypte) |
| 13 juni 2000 «onderlinge duels» 18:00 uur (UTC+2) |        | 65' Iversen |           | Stadion Feijenoord, Rotterdam Toeschouwers: 45.000 Scheidsrechter: Gamal Al-Ghandour ( Egypte) |

|                                                   |                                 |       |                             | |
| 13 juni 2000 «onderlinge duels» 20:45 uur (UTC+2) | Joegoslavië                     | 3 – 3 | Slovenië                    | Stade du Pays de Charleroi, Charleroi Toeschouwers: 15.000 Scheidsrechter: Vitor Melo Pereira ( Portugal) |
| 13 juni 2000 «onderlinge duels» 20:45 uur (UTC+2) | Milošević 67', 73' Drulović 70' |       | 23', 57' Zahovič 52' Pavlin | Stade du Pays de Charleroi, Charleroi Toeschouwers: 15.000 Scheidsrechter: Vitor Melo Pereira ( Portugal) |

|                                                   |             |       |                                 |                                                                                          |
| 18 juni 2000 «onderlinge duels» 18:00 uur (UTC+2) | Slovenië    | 1 – 2 | Spanje                          | Amsterdam ArenA, Amsterdam Toeschouwers: 45.000 Scheidsrechter: Markus Merk ( Duitsland) |
| 18 juni 2000 «onderlinge duels» 18:00 uur (UTC+2) | Zahovič 59' |       | 4' Raúl González 60' Etxeberria | Amsterdam ArenA, Amsterdam Toeschouwers: 45.000 Scheidsrechter: Markus Merk ( Duitsland) |

|                                                   |           |              |             |                                                                                             |
| 18 juni 2000 «onderlinge duels» 20:45 uur (UTC+2) | Noorwegen | 0 – 1        | Joegoslavië | Maurice Dufrasnestadion, Luik Toeschouwers: 24.000 Scheidsrechter: Hugh Dallas ( Schotland) |
| 18 juni 2000 «onderlinge duels» 20:45 uur (UTC+2) |           | 8' Milošević |             | Maurice Dufrasnestadion, Luik Toeschouwers: 24.000 Scheidsrechter: Hugh Dallas ( Schotland) |

|                                                   |                                              |       |                                                  |                                                                                               |
| 21 juni 2000 «onderlinge duels» 18:00 uur (UTC+2) | Joegoslavië                                  | 3 – 4 | Spanje                                           | Jan Breydelstadion, Brugge Toeschouwers: 22.000 Scheidsrechter: Gilles Veissière ( Frankrijk) |
| 21 juni 2000 «onderlinge duels» 18:00 uur (UTC+2) | Milošević 30' Govedarica 50' Komljenović 75' |       | 38', 90+4' Pérez 51' Munitis 90' (pen.) Mendieta | Jan Breydelstadion, Brugge Toeschouwers: 22.000 Scheidsrechter: Gilles Veissière ( Frankrijk) |

|                                                   |          |       |           |                                                                                |
| 21 juni 2000 «onderlinge duels» 18:00 uur (UTC+2) | Slovenië | 0 – 0 | Noorwegen | GelreDome, Arnhem Toeschouwers: 22.000 Scheidsrechter: Graham Poll ( Engeland) |
| 21 juni 2000 «onderlinge duels» 18:00 uur (UTC+2) |          |       |           | GelreDome, Arnhem Toeschouwers: 22.000 Scheidsrechter: Graham Poll ( Engeland) |

### Groep D
Groep D was een sterke groep met wereldkampioen Frankrijk, het voor eigen land spelende Nederland, verliezend finalist van het laatste EK Tsjechië en outsider Denemarken. Dat Denemarken geen rol van betekenis zou betekenen was duidelijk in de eerste wedstrijd: Denemarken werd met 3-0 overklast door Frankrijk, met name Zinedine Zidane maakte weer veel indruk met zijn vaardigheden. Nederland had het stukken lastiger met Tsjechië, het had wel een overwicht in de eerste helft en misten kansen via Patrick Kluivert en Boudewijn Zenden. In de tweede helft had Tsjechië door dat Nederland niet in goeden doen was, liet het de aanvankelijke voorzichtigheid varen en kreeg het veel kansen. Tsjechië had vooral pech met twee kopballen: Pavel Nedved kopte op de paal en Jan Koller op de lat. In de 87e minuut liet Ronald de Boer zich theatraal vallen in het strafschopgebied, nadat hij aan zijn shirt was getrokken door Jiří Němec, Pierluigi Collina gaf aan Nederland een strafschop en Frank de Boer schoot de strafschop feilloos binnen. De slotfase was nog tumultueus, Collina gaf een rode kaart aan de al gewisselde Radoslav Látal wegens onophoudelijk protesteren vanwege de discutabele strafschop en Radek Bejbl miste nog een laatste kans namens Tsjechië, Nederland kon opgelucht adem halen.
Tsjechië verweerde zich ook kranig tegen een opnieuw sterk spelend Frankrijk, maar verloor met 2-1 mede dankzij een fout van Gabriel bij het openingsdoelpunt van Thierry Henry en dankzij opnieuw een kopbal van Jan Koller op de lat. Nederland had het in de eerste helft lastig met Denemarken, Thomas Gravesen had namens Denemarken de beste kans en schoot op de lat. Na rust denderde Nederland over Denemarken heen en won met 3-0 via doelpunten van Patrick Kluivert, Ronald de Boer en Boudewijn Zenden. Frankrijk en Nederland waren nu geplaatst voor de kwartfinales, Frankrijk kwam met het B-team, Nederland stelde wel het sterkste team op op wat twijfelgevallen zoals doelman Edwin van der Sar na, omdat ze groepswinnaar wilden worden, zodat ze de volgende wedstrijden in Nederland konden blijven. In de eerste helft waren de Franse reserves beter en stonden met 1-2 voor, na rust scoorde Frank de Boer uit een vrije trap en Boudewijn Zenden zorgde voor het winnende doelpunt: 3-2.
| Land       | Wed | Win | Gel | Ver | DV | DT | +/− | Pnt |
| ---------- | --- | --- | --- | --- | -- | -- | --- | --- |
| Nederland  | 3   | 3   | 0   | 0   | 7  | 2  | +5  | 9   |
| Frankrijk  | 3   | 2   | 0   | 1   | 7  | 4  | +3  | 6   |
| Tsjechië   | 3   | 1   | 0   | 2   | 3  | 3  | 0   | 3   |
| Denemarken | 3   | 0   | 0   | 3   | 0  | 8  | –8  | 0   |

|                                                   |                                 |       |            |                                                                                            |
| 11 juni 2000 «onderlinge duels» 18:00 uur (UTC+2) | Frankrijk                       | 3 – 0 | Denemarken | Jan Breydelstadion, Brugge Toeschouwers: 29.000 Scheidsrechter: Günter Benkö ( Oostenrijk) |
| 11 juni 2000 «onderlinge duels» 18:00 uur (UTC+2) | Blanc 16' Henry 64' Wiltord 90' |       |            | Jan Breydelstadion, Brugge Toeschouwers: 29.000 Scheidsrechter: Günter Benkö ( Oostenrijk) |

|                                                   |                       |       |          |                                                                                             |
| 11 juni 2000 «onderlinge duels» 20:45 uur (UTC+2) | Nederland             | 1 – 0 | Tsjechië | Amsterdam ArenA, Amsterdam Toeschouwers: 50.000 Scheidsrechter: Pierluigi Collina ( Italië) |
| 11 juni 2000 «onderlinge duels» 20:45 uur (UTC+2) | F. de Boer 89' (pen.) |       |          | Amsterdam ArenA, Amsterdam Toeschouwers: 50.000 Scheidsrechter: Pierluigi Collina ( Italië) |

|                                                   |                     |       |                        |                                                                                         |
| 16 juni 2000 «onderlinge duels» 18:00 uur (UTC+2) | Tsjechië            | 1 – 2 | Frankrijk              | Jan Breydelstadion, Brugge Toeschouwers: 25.000 Scheidsrechter: Graham Poll ( Engeland) |
| 16 juni 2000 «onderlinge duels» 18:00 uur (UTC+2) | Poborský 35' (pen.) |       | 7' Henry 60' Djorkaeff | Jan Breydelstadion, Brugge Toeschouwers: 25.000 Scheidsrechter: Graham Poll ( Engeland) |

|                                                   |            |                                        |           |                                                                                             |
| 16 juni 2000 «onderlinge duels» 20:45 uur (UTC+2) | Denemarken | 0 – 3                                  | Nederland | Stadion Feijenoord, Rotterdam Toeschouwers: 50.000 Scheidsrechter: Urs Meier ( Zwitserland) |
| 16 juni 2000 «onderlinge duels» 20:45 uur (UTC+2) |            | 57' Kluivert 66' R. de Boer 77' Zenden |           | Stadion Feijenoord, Rotterdam Toeschouwers: 50.000 Scheidsrechter: Urs Meier ( Zwitserland) |

|                                                   |            |                 |          |                                                                                                |
| 21 juni 2000 «onderlinge duels» 20:45 uur (UTC+2) | Denemarken | 0 – 2           | Tsjechië | Maurice Dufrasnestadion, Luik Toeschouwers: 25.000 Scheidsrechter: Gamal Al-Ghandour ( Egypte) |
| 21 juni 2000 «onderlinge duels» 20:45 uur (UTC+2) |            | 64', 67' Šmicer |          | Maurice Dufrasnestadion, Luik Toeschouwers: 25.000 Scheidsrechter: Gamal Al-Ghandour ( Egypte) |

|                                                   |                          |       |                                        |                                                                                        |
| 21 juni 2000 «onderlinge duels» 20:45 uur (UTC+2) | Frankrijk                | 2 – 3 | Nederland                              | Amsterdam ArenA, Amsterdam Toeschouwers: 50.000 Scheidsrechter: Anders Frisk ( Zweden) |
| 21 juni 2000 «onderlinge duels» 20:45 uur (UTC+2) | Dugarry 8' Trezeguet 31' |       | 14' Kluivert 51' F. de Boer 59' Zenden | Amsterdam ArenA, Amsterdam Toeschouwers: 50.000 Scheidsrechter: Anders Frisk ( Zweden) |

## Knock-outfase
|  | kwartfinale         | kwartfinale         |                    |       | halve finale | halve finale |  |  | finale | finale |
|  |                     |                     |                    |       |              |              |  |  |        |        |
|  |                     |                     |                    |       |              |              |  |  |        |        |
|  | 24 juni – Amsterdam |                     |                    |       |              |              |  |  |        |        |
|  |                     |                     |                    |       |              |              |  |  |        |        |
|  | Turkije             | 0                   |                    |       |              |              |  |  |        |        |
|  | Turkije             | 0                   | 28 juni – Brussel  |       |              |              |  |  |        |        |
|  | Portugal            | 2                   |                    |       |              |              |  |  |        |        |
|  | Portugal            | 2                   | Portugal           | 1     |              |              |  |  |        |        |
|  | 25 juni – Brugge    |                     | Portugal           | 1     |              |              |  |  |        |        |
|  |                     | Frankrijk           | 2                  |       |              |              |  |  |        |        |
|  | Spanje              | Frankrijk           | 2                  | 1     |              |              |  |  |        |        |
|  | Spanje              |                     | 2 juli – Rotterdam | 1     |              |              |  |  |        |        |
|  | Frankrijk           | 2                   |                    |       |              |              |  |  |        |        |
|  | Frankrijk           | 2                   | Frankrijk          | 2     |              |              |  |  |        |        |
|  | 25 juni – Rotterdam |                     | Frankrijk          | 2     |              |              |  |  |        |        |
|  |                     | Italië              | 1                  |       |              |              |  |  |        |        |
|  | Nederland           | Italië              | 1                  | 6     |              |              |  |  |        |        |
|  | Nederland           | 29 juni – Amsterdam |                    | 6     |              |              |  |  |        |        |
|  | Joegoslavië         | 1                   |                    |       |              |              |  |  |        |        |
|  | Joegoslavië         | 1                   | Nederland          | 0 (1) |              |              |  |  |        |        |
|  | 24 juni – Brussel   |                     | Nederland          | 0 (1) |              |              |  |  |        |        |
|  |                     | Italië              | 0 (3)              |       |              |              |  |  |        |        |
|  | Italië              | Italië              | 0 (3)              | 2     |              |              |  |  |        |        |
|  | Italië              |                     |                    | 2     |              |              |  |  |        |        |
|  | Roemenië            | 0                   |                    |       |              |              |  |  |        |        |
|  | Roemenië            | 0                   |                    |       |              |              |  |  |        |        |

### Kwartfinales
In vergelijking met het vorige EK plaatsten Frankrijk, Nederland, Portugal en Spanje zich opnieuw voor de kwartfinales. Duitsland en Engeland werden uitgeschakeld door Roemenië, Kroatië door Joegoslavië, de plaats van Tsjechië werd ingenomen door Italië en Turkije.

#### Portugal - Turkije
De Nederlandse scheidsrechter Dick Jol had al zijn autoriteit nodig om de gemoederen rond het duel tussen Portugal en Turkije te bedaren en hield het kort: hij deelde acht gele en één rode kaart uit. Al na 29 minuten werd 
Alpay uit het veld gestuurd na een slaande beweging naar de Portugese voorstopper Fernando Couto. Technisch was Portugal met name in de tweede helft superieur, met name Luis Figo was ongrijpbaar. Hij leverde beide voorzetten waaruit Nuno Gomes scoorde. Tussen beide doelpunten door miste Arif namens Turkije een strafschop.
|                                                   |         |                |          |                                                                                       |
| 24 juni 2000 «onderlinge duels» 18:00 uur (UTC+2) | Turkije | 0 – 2          | Portugal | Amsterdam ArenA, Amsterdam Toeschouwers: 45.000 Scheidsrechter: Dick Jol ( Nederland) |
| 24 juni 2000 «onderlinge duels» 18:00 uur (UTC+2) |         | 44', 56' Gomes |          | Amsterdam ArenA, Amsterdam Toeschouwers: 45.000 Scheidsrechter: Dick Jol ( Nederland) |

#### Italië - Roemenië
Italië stond weer voor zakelijk voetbal, het liep het initiatief over aan de Roemenen en scoorde twee maal dankzij de spitsen Francesco Totti en Filippo Inzaghi, die ervoor zorgden dat de vedette van Juventus, Alessandro Del Piero niet verder kwam dan invalbeurten. Dieptepunt van de wedstrijd was dat Gheorge Hagi uit het veld werd gestuurd, na een eerste gele kaart probeerde hij een strafschop uit te lokken. Het was de beschamende aftocht van de speler, die meer dan tien jaar het gezicht van het Roemeense voetbal bepaalde.
|                                                   |                       |       |          | |
| 24 juni 2000 «onderlinge duels» 20:45 uur (UTC+2) | Italië                | 2 – 0 | Roemenië | Koning Boudewijnstadion, Brussel Toeschouwers: 42.500 Scheidsrechter: Vítor Melo Pereira ( Portugal) |
| 24 juni 2000 «onderlinge duels» 20:45 uur (UTC+2) | Totti 33' Inzaghi 43' |       |          | Koning Boudewijnstadion, Brussel Toeschouwers: 42.500 Scheidsrechter: Vítor Melo Pereira ( Portugal) |

#### Nederland - Joegoslavië
Nederland tegen Joegoslavië was een herhaling van de achtste finale van het WK twee jaar eerder, waar Edgar Davids pas in de slotfase het winnende doelpunt scoorde. In deze wedstrijd was het stukken minder spannend, Nederland denderde over Joegoslavië heen. Nadat met name Dennis Bergkamp en Edgar Davids goede kansen misten, bedienden beide spelers Patrick Kluivert, die beide voorzetten resoluut afrondde. Vlak na rust volgden nog twee doelpunten van Kluivert, na voorzetten van Paul Bosvelt en Boudewijn Zenden. Later werd het derde doelpunt door de UEFA gezien als een eigen doelpunt van Dejan Govedarica. Nadat eerder Philip Cocu op de lat schoot, voerde Marc Overmars met twee treffers de score op naar 6-0. Een tegentreffer van Savo Milošević zorgde ervoor dat hij samen met Patrick Kluivert de topscorerslijst aanvoerde.
|                                                   |                                                                |       |                 |                                                                                                 |
| 25 juni 2000 «onderlinge duels» 18:00 uur (UTC+2) | Nederland                                                      | 6 – 1 | Joegoslavië     | Stadion Feijenoord, Rotterdam Toeschouwers: 50.000 Scheidsrechter: José Garcia Aranda ( Spanje) |
| 25 juni 2000 «onderlinge duels» 18:00 uur (UTC+2) | Kluivert 24', 38', 54' Govedarica 51' (e.d.) Overmars 78', 90' |       | 90+1' Milošević | Stadion Feijenoord, Rotterdam Toeschouwers: 50.000 Scheidsrechter: José Garcia Aranda ( Spanje) |

#### Frankrijk- Spanje
Frankrijk tegen Spanje was een spannende wedstrijd, waarbij beide landen genoeg kansen produceerden. Zinédine Zidane opende de score met een fraaie vrije trap. Nadat Lilian Thuram Pedro Munitis neerhaalde in het strafschopgebied verzilverde Gaizka Mendieta de strafschop. Vlak voor rust knalde Youri Djorkaeff op aangeven van Patrick Vieira raak in de korte hoek. In de tweede helft speelde Spanje steeds agressiever in zijn drang de gelijkmaker te scoren, in de tweede helft vielen vier gele kaarten aan Spaanse zijde. In de slotfase vergreep de Franse doelman Fabien Barthez zich aan Abelardo, waarna Spanje in de slotfase opnieuw een strafschop kreeg. Vaste strafschopnemer Mendieta was echter al gewisseld, waarna Raúl de strafschop huizenhoog over schoot.
|                                                   |                     |       |                          |                                                                                             |
| 25 juni 2000 «onderlinge duels» 20:45 uur (UTC+2) | Spanje              | 1 – 2 | Frankrijk                | Jan Breydelstadion, Brugge Toeschouwers: 30.000 Scheidsrechter: Pierluigi Collina ( Italië) |
| 25 juni 2000 «onderlinge duels» 20:45 uur (UTC+2) | Mendieta 38' (pen.) |       | 32' Zidane 44' Djorkaeff | Jan Breydelstadion, Brugge Toeschouwers: 30.000 Scheidsrechter: Pierluigi Collina ( Italië) |

### Halve finales
In vergelijking met het vorige EK plaatste alleen Frankrijk zich opnieuw voor de halve finale. Zowel Duitsland als Engeland werden door Portugal uitgeschakeld, Tsjechië door Nederland. Italië complementeerde het deelnemersveld.

#### Frankrijk - Portugal
De halve finale tussen Frankrijk en Portugal werd vooraf gezien als een duel tussen de twee spelers die op het toernooi de meeste indruk maakten: Luis Figo en Zinedine Zidane. Beide teams hielden daardoor meer rekening met elkaar als gebruikelijk, waardoor een meer spannende dan fraaie wedstrijd ontstond. Frankrijk domineerde in de eerste helft via de weer sterk spelende Zidane, maar het meer verdedigend spelende Portugal opende de score via een treffer op afstand van Nuno Gomes. Vlak na rust maakte Frankrijk via Thierry Henry gelijk. Frankrijk bleef de bovenliggende partij, maar de beste kans was van de bij PSV geflopte Portugese verdediger Abel Xavier, die in blessuretijd een vlammende kopbal onschadelijk zag worden gemaakt door doelman Fabien Barthez. In de slotfase van de verlenging werd Abel Xavier echter de schlemiel, een handsbal werd na uitvoerig debat bestraft met een strafschop, ondertussen waren de Portugezen woest, ze belaagden de scheidsrechter en Luis Figo stapte zelfs van het veld, omdat hij het oneens was met de beslissing van de scheidsrechter, Zinedine Zidane nam zijn verantwoordelijkheid voor de strafschop en schoot de strafschop binnen. Aangezien de regel van de "golden goal" gold was de wedstrijd meteen afgelopen. Volgens de Portugezen was het aangeschoten hands en ze belaagden de scheidsrechter, Abel Xavier, Nuno Gomes en Paulo Bento kregen een rode kaart na de wedstrijd en werden voor maanden geschorst.
|                                                   |                              |            |           |                                                                                                  |
| 28 juni 2000 «onderlinge duels» 20:45 uur (UTC+2) | Frankrijk                    | 2 – 1 (nv) | Portugal  | Koning Boudewijnstadion, Brussel Toeschouwers: 50.000 Scheidsrechter: Günter Benkö ( Oostenrijk) |
| 28 juni 2000 «onderlinge duels» 20:45 uur (UTC+2) | Henry 51' Zidane 117' (pen.) |            | 19' Gomes | Koning Boudewijnstadion, Brussel Toeschouwers: 50.000 Scheidsrechter: Günter Benkö ( Oostenrijk) |

#### Italië - Nederland
Dit was de wedstrijd tussen de beste aanvallende ploeg (Nederland) en de beste verdedigende ploeg (Italië). Met name in de eerste helft viel Nederland achter elkaar aan, de beste kans was voor Dennis Bergkamp, hij schoot op de paal. De Italianen moesten regelmatig op de handrem grijpen, in de eerste helft ontving de ploeg vijf gele kaarten. Gianluca Zambrotta moest al na 34 minuten het veld verlaten, hij kreeg twee gele kaarten na overtredingen op Boudewijn Zenden. Een licht vergrijp van Alessandro Nesta op Patrick Kluivert werd bestraft met een penalty, doelman Francesco Toldo stopte de strafschop van Frank de Boer. In de tweede helft kwam Italië beter in zijn spel en kreeg ook wat mogelijkheden. In de 68e minuut kreeg Nederland opnieuw een strafschop na een overtreding op Edgar Davids, Patrick Kluivert schoot echter op de paal. Nederland zag het noodlot toeslaan, ging steeds stroever voetballen, met wisselspelers probeerde Frank Rijkaard het tij te keren, maar met name Peter van Vossen liep zich voortdurend vast op de steeds vastberadene wordende Italiaanse verdediging, kansen werd nauwelijks gecreëerd. Aron Winter viel ook in en werd in zijn laatste interland nog recordinternational. De beste kans in de verlenging was voor Marco Delvecchio, maar Edwin van der Sar redde de Nederlandse ploeg. Het onvermijdelijke moest gaan gebeuren, de strafschoppenreeks. Beide teams waren drie keer achter elkaar ongelukkig in deze reeks. Terwijl de eerste twee strafschoppen raak gingen voor de Italianen, miste Frank de Boer opnieuw en schoot Jaap Stam hoog over. Bijzonder was de derde strafschop van de Italianen, Francesco Totti scoorde met een Panenka. Na een rake van Kluivert en een misser van Paolo Maldini, miste Paul Bosvelt de vierde strafschop, het "strafschoppentrauma" was compleet. Frank Rijkaard nam ontslag als bondscoach, zijn ontslag stond los van de nederlaag. Ook voor Bergkamp was het afgelopen met zijn interlandcarrière, hij kondigde voor dit toernooi al aan dat hij zou gaan stoppen.
|                                                   |        |            |           |                                                                                          |
| 29 juni 2000 «onderlinge duels» 18:00 uur (UTC+2) | Italië | 0 – 0 (nv) | Nederland | Amsterdam ArenA, Amsterdam Toeschouwers: 50.000 Scheidsrechter: Markus Merk ( Duitsland) |
| 29 juni 2000 «onderlinge duels» 18:00 uur (UTC+2) |        |            |           | Amsterdam ArenA, Amsterdam Toeschouwers: 50.000 Scheidsrechter: Markus Merk ( Duitsland) |

|                                  |       | strafschoppen                    |  |
| Di Biagio Pessotto Totti Maldini | 3 – 1 | F. de Boer Stam Kluivert Bosvelt |  |

### Finale
|                                                  |                              |                  |                |                                                                                           |
| 2 juli 2000 «onderlinge duels» 20:00 uur (UTC+2) | Frankrijk                    | 2 – 1 (nv)       | Italië         | Stadion Feijenoord, Rotterdam Toeschouwers: 50.000 Scheidsrechter: Anders Frisk ( Zweden) |
| 2 juli 2000 «onderlinge duels» 20:00 uur (UTC+2) | Wiltord 90+4' Trezeguet 103' | wedstrijdverslag | 55' Delvecchio | Stadion Feijenoord, Rotterdam Toeschouwers: 50.000 Scheidsrechter: Anders Frisk ( Zweden) |

| UEFA Europees kampioenschap voetbal Winnaar 2000 |
| ------------------------------------------------ |
| FRANKRIJK 2de titel                              |

## Doelpunten

### Doelpuntenmakers
5 doelpunten
- Patrick Kluivert
- Savo Milošević

4 doelpunten
- Nuno Gomes

3 doelpunten
- Thierry Henry
- Sérgio Conceição
- Zlatko Zahovič

2 doelpunten
- Vladimír Šmicer
- Alan Shearer
- Youri Djorkaeff
- David Trezeguet
- Sylvain Wiltord
- Zinédine Zidane
- Filippo Inzaghi
- Francesco Totti
- Frank de Boer
- Marc Overmars
- Boudewijn Zenden
- Gaizka Mendieta
- Alfonso Pérez
- Hakan Şükür

1 doelpunt
- Bart Goor
- Émile Mpenza
- Karel Poborský
- Steve McManaman
- Michael Owen
- Paul Scholes
- Laurent Blanc
- Christophe Dugarry
- Mehmet Scholl
- Antonio Conte
- Alessandro Del Piero
- Marco Delvecchio
- Luigi Di Biagio
- Stefano Fiore
- Ronald de Boer
- Steffen Iversen
- Costinha
- Luís Figo
- João Pinto
- Cristian Chivu
- Ionel Ganea
- Viorel Moldovan
- Dorinel Munteanu
- Miran Pavlin
- Joseba Etxeberria
- Pedro Munitis
- Raúl González
- Henrik Larsson
- Johan Mjällby
- Okan Buruk
- Ljubinko Drulović
- Dejan Govedarica
- Slobodan Komljenović

Eigen doelpunt
- Dejan Govedarica

### Doelpunten per land
| Land        | Aantal doelpunten voor | Gemiddelde |
| ----------- | ---------------------- | ---------- |
| Nederland   | 13                     | 2.60       |
| Frankrijk   | 13                     | 2.17       |
| Portugal    | 10                     | 2.00       |
| Italië      | 9                      | 1.50       |
| Joegoslavië | 8                      | 2.00       |
| Spanje      | 7                      | 1.75       |
| Engeland    | 5                      | 1.67       |
| Slovenië    | 4                      | 1.33       |
| Roemenië    | 4                      | 1.00       |
| Tsjechië    | 3                      | 1.00       |
| Turkije     | 3                      | 0.75       |
| België      | 2                      | 0.67       |
| Zweden      | 2                      | 0.67       |
| Duitsland   | 1                      | 0.33       |
| Noorwegen   | 1                      | 0.33       |
| Denemarken  | 0                      | 0.00       |

| Land        | Aantal doelpunten tegen | Gemiddelde |
| ----------- | ----------------------- | ---------- |
| Noorwegen   | 1                       | 0.33       |
| Nederland   | 3                       | 0.60       |
| Portugal    | 3                       | 0.60       |
| Tsjechië    | 3                       | 1.00       |
| Italië      | 4                       | 0.67       |
| Turkije     | 4                       | 1.00       |
| Zweden      | 4                       | 1.33       |
| België      | 5                       | 1.67       |
| Duitsland   | 5                       | 1.67       |
| Slovenië    | 5                       | 1.67       |
| Roemenië    | 6                       | 1.50       |
| Engeland    | 6                       | 2.00       |
| Frankrijk   | 7                       | 1.17       |
| Spanje      | 7                       | 1.75       |
| Denemarken  | 8                       | 2.67       |
| Joegoslavië | 13                      | 3.25       |

Totaal: 85 doelpunten (2.74 per wedstrijd)

### Doelpunt van het toernooi
De UEFA zelf verkoos geen mooiste doelpunt bij deze editie van het EK. In Engeland verkoos BBC’s Match of the Day de treffer van Stefano Fiore tegen België als doelpunt van het toernooi, met het doelpunt van Patrick Kluivert tegen Frankrijk als tweede en Zinédine Zidane’s goal tegen Spanje als derde.

## Individuele prijzen
Zinédine Zidane werd door de UEFA uitgeroepen tot Speler van het Toernooi. Patrick Kluivert en Savo Milošević werden beiden topscorer van het toernooi met vijf doelpunten, en ontvingen daarvoor de Gouden Schoen. In het Team van het Toernooi werden 22 spelers opgenomen, waarvan zeven van kampioen Frankrijk. Uit deze selectie werd door de UEFA tevens een beste opstelling gevormd.

### UEFA Team van het Toernooi
| Keepers                        | Verdedigers                                                                                              | Middenvelders                                                                                      | Aanvallers                                                                             |
| ------------------------------ | --- | -------------------------------------------------------------------------------------------------- | -------------------------------------------------------------------------------------- |
| Francesco Toldo Fabien Barthez | Laurent Blanc Marcel Desailly Alessandro Nesta Fabio Cannavaro Frank de Boer Paolo Maldini Lilian Thuram | Patrick Vieira Zinédine Zidane Luís Figo Josep Guardiola Edgar Davids Demetrio Albertini Rui Costa | Thierry Henry Patrick Kluivert Nuno Gomes Raúl González Francesco Totti Savo Milošević |

### UEFA Gouden Schoen
- Patrick Kluivert
- Savo Milošević

### UEFA Speler van het Toernooi
- Zinédine Zidane

## Overig
De mascotte van het EK 2000 was Benelucky. Benelucky werd bedacht door Utrechtse student Jurrian Reurings, nadat de UEFA een wedstrijd had gehouden waarop 5000 inzendingen volgden. De naam Benelucky is een woordspeling op ‘Benelux’, en tevens een samentrekking van het Latijnse woord ‘bene’ en het Engelse ‘lucky’, samen bedoeld als ‘goed geluk’. De mascotte werd gepresenteerd tijdens de oefenwedstrijd Nederland-België op 4 september 1999. Benelucky heeft de kop en de manen van een leeuw en de hoorns en staart van een duivel, verwijzend naar respectievelijk de ‘Nederlandse leeuw’ en de ‘Rode Duivels’. De manen van de mascotte bevatten de kleuren van beide vlaggen.
Het officiële lied van het EK 2000 was Campione 2000 (Italiaans voor kampioen) van de Zweedse muzikant E-Type. Tevens werd een officieel Euro 2000-album uitgebracht, met daarop 21 nummers.
De slogan van het EK 2000 was Football without Frontiers (Voetbal zonder Grenzen). Deze slogan refereerde aan het samenwerkingsverband tussen gastlanden Nederland en België, en was tevens bedoeld om het internationale Europese karakter van het toernooi te onderstrepen.
Het EK 2000 was het eerste internationale kampioenschap waarbij alle spelers voorafgaande aan de wedstrijden bij het betreden van het veld door kinderen werden begeleid.
In vergelijking met 23 andere Europese landen werd het EK voetbal in Nederland op televisie verreweg het best bekeken. Naar de 27 wedstrijden die rechtstreeks door de NOS-televisie werden uitgezonden, keken gemiddeld 3,9 miljoen kijkers. Gemeten over alle 31 duels komt Nederland tot een gemiddelde kijkdichtheid van 25,6 procent.

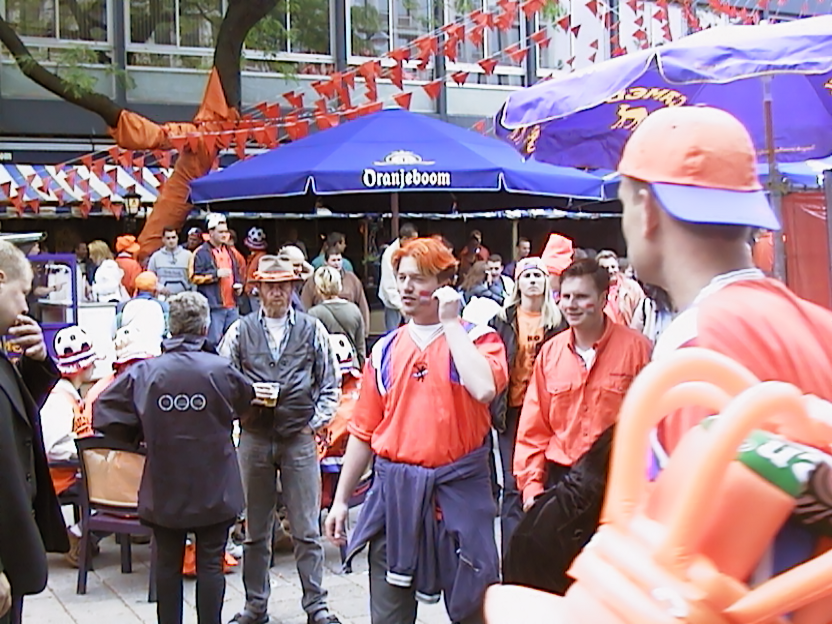
Nederlandse fans op het Stadhuisplein in Rotterdam
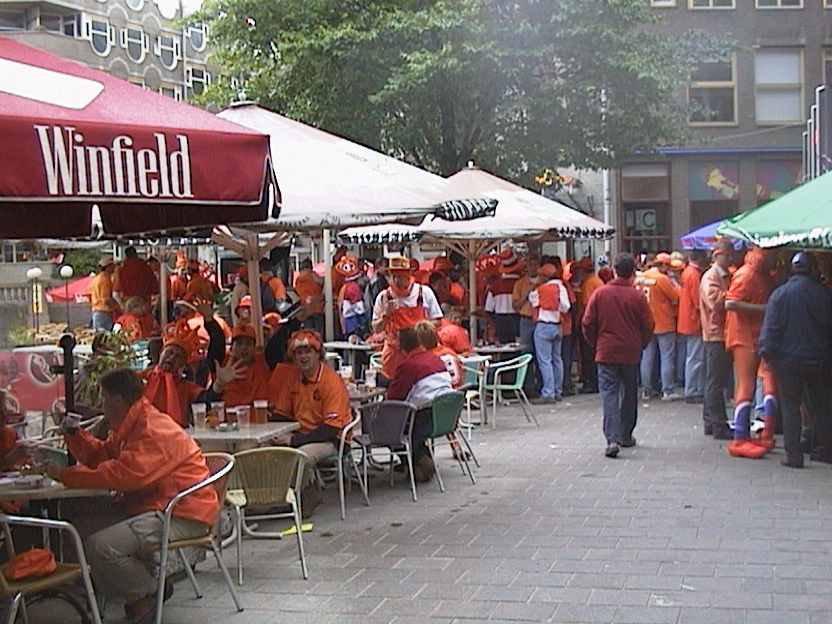
Nederlandse fans in de Oude Haven in Rotterdam
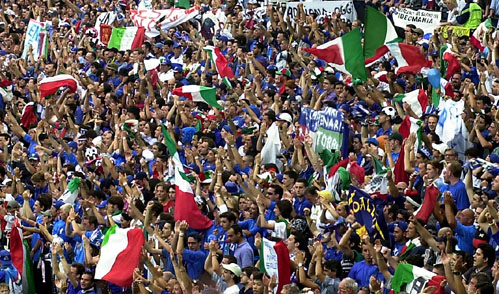
Italiaanse fans tijdens de finale in De Kuip in Rotterdam
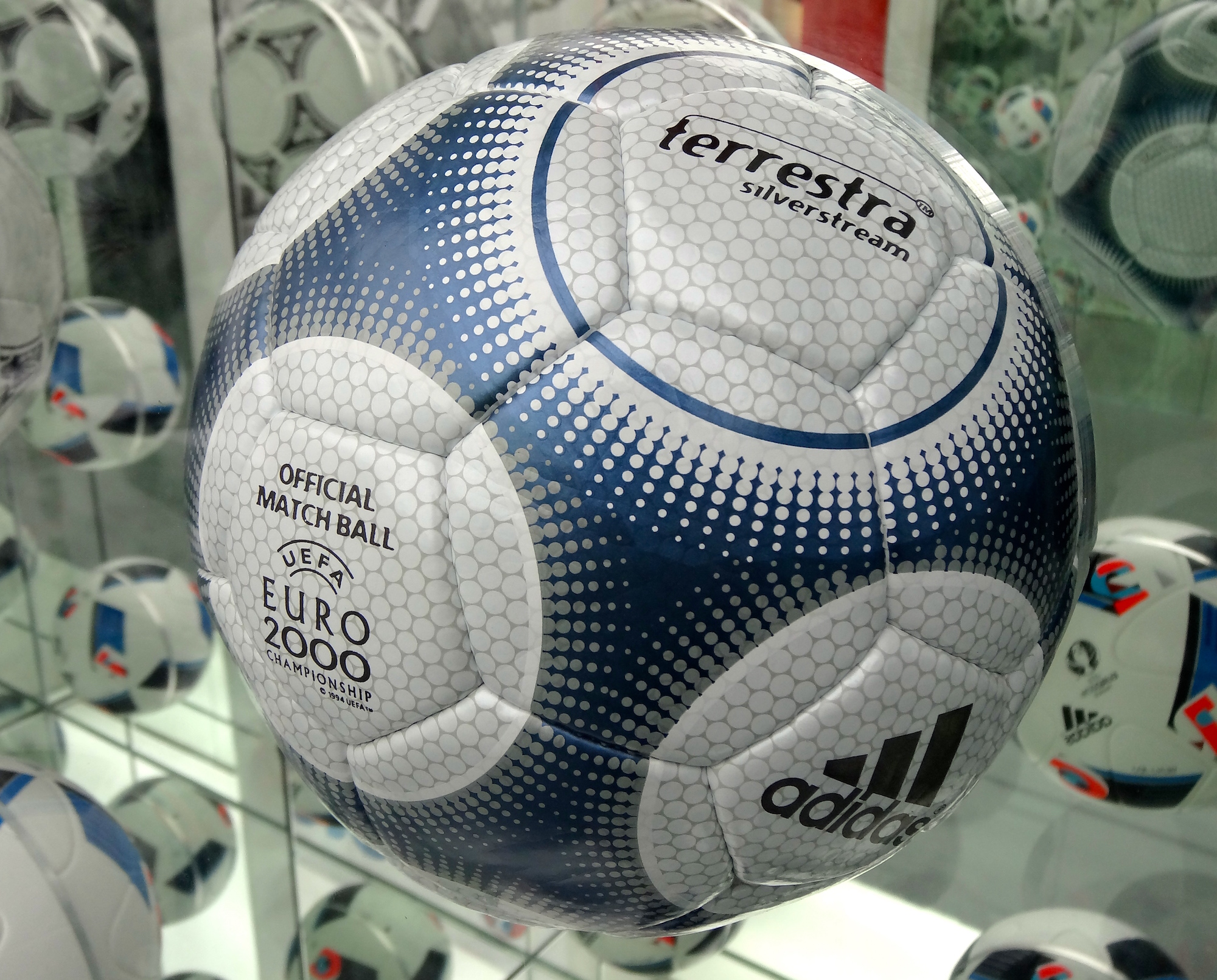
De bal